# Adafruit Industries
Adafruit Industries is een Amerikaans opensourcehardwarebedrijf opgericht door Limor Fried in 2005. Adafruit is, naar eigen zeggen, 100% in het bezit van vrouwen.
Het bedrijf heeft meer dan 50 medewerkers en ontwerpt en produceert een aantal elektronische producten, en verkoopt elektronische componenten, gereedschappen en toebehoren. Tevens produceert Adafruit een aantal leermiddelen, waaronder geschreven tutorials, inleidende video's voor kinderen, en de langstlopende live video-elektronica show die te zien is op het internet. Alle Adafruit-producten worden gemaakt in Manhattan.
In 2013 nam het bedrijf 22 miljoen euro binnen in omzet, en had meer dan een miljoen producten in ongeveer 480.000 bestellingen verzonden.
Belangrijke categorieën in het assortiment van Adafruit zijn Arduino, Raspberry pi, Internet der dingen en 3D-printen.